# مفهومية (اتصال)
في مجال الصوتيات، فإن المفهومية (قابلية وضوح نطق الكلمات المتفرقة) هي قياس مدى قابلية الخطاب للفهم أو مدى إمكانية فهم الخطاب. وتتأثر المفهومية بوضوح النطق والجلاء ووضوح الأسلوب والشمولية والدقة.

## مستويات الضوضاء
بالنسبة للتواصل القابل للإشباع، يجب أن يتجاوز متوسط مستوى الخطاب متوسط الضوضاء المتداخلة بنسبة 6 ديسيبل؛ الصوت الأقل: نسب الضوضاء نادرًا ما تكون مقبولة (مور، 1997). ويكون الكلام، الذي يظهر في نطاق تردد واسع، مقاومًا إلى حد ما للكثير من أنواع تقارير مور لغلق تردد التقنيع، على سبيل المثال، نطاق الترددات من 1000 هرتز إلى 2000 هرتز كافٍ (نسبة نطق الجملة حوالي 90%).
| الكمية المراد قياسها                | وحدات قياس                                       | القيم الجيدة |
| ----------------------------------- | ------------------------------------------------ | ------------ |
| مؤشر نقل الكلام (STI)               | قابلية الوضوح (المعروفة دوليًا)                   | > 0.6        |
| المقياس الشائع لقابلية الوضوح (CIS) | قابلية الوضوح (المعروفة دوليًا)                   | > 0.78       |
| %Alcons                             | فقدان النطق (شائع في الولايات المتحدة الأمريكية) | < 10%        |
| C50                                 | مؤشر الوضوح (شائع في ألمانيا)                    | > 3 ديسيبل   |
| RASTI (لم يعد قيد الاستخدام)        | قابلية الوضوح (المعروفة دوليًا)                   | > 0.6        |

يظل نطق الكلمات مرتفعًا حتى عندما تكون فقط 1-2% من الموجة غير متأثرة بالتشويه:

## المفهومية مع أنواع مختلفة من الخطاب

### خطاب لومبارد
يقوم الدماغ البشري تلقائيًا بتغيير الخطاب الذي يصدر في ضوضاء من خلال عملية تُسمى تأثير لومبارد. ومثل هذا الخطاب قد زاد من المفهومية مقارنة بالخطاب العادي. وهو ليس فقط أعلى صوتًا، ولكن ترددات أساساته الصوتية تزداد وتتم إطالة مدد أحرف العلة. ويميل الناس أيضًا إلى عمل حركات وجه أكثر وضوحًا.

### الصياح
التحدث بصوت عالٍ هو أقل وضوحًا من خطاب لومبارد؛ نظرًا لأن زيادة الطاقة الصوتية تنتج معلومات صوتية أقل.

### الخطاب الواضح
الخطاب الواضح يُستخدم عند التحدث لشخص يعاني من ضعف السمع. ويتميز هذا الخطاب بمعدل تحدث أقل بطئًا ووقفات أكثر وأطول وزيادة كثافة الخطاب وزيادة مدة الكلمات وأنغام كلامية «مستهدفة» لأحرف العلة وزيادة كثافة الحروف الساكنة مقارنة بحروف العلة المجاورة وعدد من التغييرات الصوتية (بما في ذلك تقليل حروف العلة ومزيد من حالات التحدث فجأة).

### الخطاب الموجه للأطفال الرضع
يستخدم الخطاب الموجه للأطفال الصغار أو كلام الرضع قواعد لغوية مبسطة وكلمات صغيرة وسهلة الفهم مقارنة بالخطاب الموجه للكبار، ينطوي الخطاب الموجه للأطفال الرضع على تردد أساسي أعلى وزيادة درجة طبقة الصوت ومعدل أقل.

### خطاب الاستشهاد
يحدث خطاب الاستشهاد عندما يشارك الأشخاص بوعي ذاتي في أبحاث اللغة المنطوقة. وينطوي هذا النوع على وتيرة أبطأ وعمليات كلام أقل اتصالاً (على سبيل المثال، تقليل حروف العلة وعدم نطق الحروف الساكنة في نهاية الكلمات) مقارنة بالخطاب العادي.

### الخطاب ذو الحيز الفائق
يحدث الخطاب ذو الحيز الفائق، الذي يُعرف أيضًا باسم التأثير ذي الحيز الفائق، عندما يكون الأشخاص مضللين بشأن وجود ضوضاء بيئية. وينطوي هذا النوع على تعديل F1 وF2 من أهداف حروف العلة الصوتية لتخفيف الصعوبات المتصورة من جانب المستمع في استعادة المعلومات من الإشارة الصوتية.

## وصلات خارجية
- Intelligibility conversion ALcons to STI and vice versa
- Speech Quality and Evaluation (a chapter from a Master Thesis)